# Luật 50+1
Luật 50+1 (tiếng Đức: 50+1-Regel) là một thuật ngữ không chính thức được sử dụng để chỉ một điều khoản trong các quy định của Giải bóng đá Đức (Deutsche Fußball-Liga). Điều luật này quy định, một câu lạc bộ (CLB) bóng đá chuyên nghiệp ở Bundesliga muốn được cấp phép thi đấu phải nắm giữ phần lớn quyền biểu quyết của chính mình. Quy tắc này được thiết lập để đảm bảo các thành viên của CLB (những cổ động viên có thẻ hội viên) giữ quyền kiểm soát chung bằng cách sở hữu 50% cổ phần +1 cổ phần, giúp bảo vệ các đội bóng khỏi sự ảnh hưởng của các nhà đầu tư bên ngoài. Điều đó có nghĩa, các hội cổ động viên sẽ có tiếng nói quyết định đối với mọi vấn đề liên quan tới công tác quản lý, điều hành đội bóng, trong khi vẫn thu hút được đầu tư từ bên ngoài.

## Bối cảnh
Trước năm 1998, các CLB bóng đá ở Đức được sở hữu độc quyền bởi các hiệp hội thành viên, nghĩa là CLB được điều hành như các tổ chức phi lợi nhuận và trong mọi trường hợp, quyền sở hữu tư nhân đều là không được phép.
Tháng 10 năm 1998, Liên đoàn bóng đá Đức (DFB) nhận thấy tầm quan trọng ngày càng lớn của nền kinh tế trong bóng đá nên đã cho phép các CLB có thể bỏ đi tính chất của một tổ chức phi lợi nhuận để trở thành những công ty riêng biệt. Các CLB có thể chuyển các hoạt động vận hành đội bóng sang cho các trách nhiệm hữu hạn tư nhân hoặc công cộng. Tuy nhiên, "luật 50+1" yêu cầu CLB mẹ phải sở hữu ít nhất 50% cổ phần cộng thêm một cổ phần của công ty bóng đá, đảm bảo các thành viên của CLB vẫn nắm giữ phần lớn quyền biểu quyết. Điều này có nghĩa là không có một cá nhân hay tổ chức thương mại nào được phép sở hữu quá 49% cổ phần của công ty trên.

### Ngoại lệ
Mặc dù vậy, "luật 50+1" vẫn có một số ngoại lệ nhất định. Trong trường hợp một người hoặc công ty đã tài trợ một cách đáng kể cho một CLB trong vòng 20 năm liên tục, người hoặc công ty đó có thể sở hữu cổ phần kiểm soát trong CLB. Tiêu biểu cho ngoại lệ này có Bayer 04 Leverkusen (thuộc sở hữu của công ty dược Bayer), VfL Wolfsburg (thuộc sở hữu của tập đoàn xe hơi Volkswagen), và gần đây là Dietmar Hopp, người đồng sáng lập của SAP, đã được phép giành quyền kiểm soát CLB 1899 Hoffenheim.

## Đánh giá và chỉ trích
Luật 50+1 đã giúp cho các giải bóng đá Đức đề kháng với sức ảnh hưởng của giới chủ giàu có từ Trung Đông và Trung Quốc, qua đó bảo tồn các giá trị cộng đồng. Với luật 50+1, Bundesliga đã vững vàng vượt khó trong giai đoạn khủng hoảng kinh tế. Họ cũng duy trì được sự ổn định tài chính trong những mùa giải qua.
Nhưng theo thời gian, bóng đá thay đổi rất nhiều và luật 50+1 dần bộc lộ những hạn chế. Nó ngăn các CLB Đức tiếp cận với dòng vốn đầu tư khổng lồ từ các tập đoàn ngoại quốc, khiến họ tụt lại hẳn so với bóng đá Anh và Tây Ban Nha. Bayern Munich thất bại toàn diện trước những CLB ngang tầm như Barcelona, Real Madrid còn những đội có tiềm lực thì không thể tiến sâu ở cúp châu Âu.
Một trong những người phản ứng mạnh mẽ nhất luật lệ này là chủ tịch CLB Hannover 96 Martin Kind, cho rằng điều luật này có thể vi phạm luật cạnh tranh của EU. Vào năm 2009, Hannover đã đưa ra động thái thay đổi luật 50+1 nhưng đã bị từ chối áp đảo với 32 trong số 36 CLB bỏ phiếu chống lại đề xuất này.
Hiệu quả của điều luật này cũng đã bị nghi vấn sau sự trỗi dậy của RB Leipzig. Dù về mặt lý thuyết có thể trở thành thành viên bỏ phiếu trong hiệp hội, RB Leipzig có quyền từ chối bất kỳ đơn đăng ký thành viên nào mà không cần nêu lý do. Do đó, RB Leipzig chỉ có một số ít thành viên, hầu hết là các đại lý của Red Bull GmbH.
Sau Hannover, đến năm 2018, CLB Bayern Munich tiếp tục đứng lên làm lá cờ đầu trong cuộc đấu tranh đòi xóa bỏ "50+1", mở đường cho các CLB tự quyết định việc cho phép tập đoàn nước ngoài đầu tư vào đội bóng. Bayern cho rằng "luật 50+1" làm hạn chế khả năng cạnh tranh của các CLB Đức ở châu Âu. Nhưng kế hoạch của Bayern vẫn chưa thể thành công vì vấp phải sự phản kháng mạnh mẽ của các đội còn lại. Giám đốc Hans-Joachim Watzke của Borussia Dortmund cho rằng việc xóa bỏ "50+1" có thể tạo ra nhiều bất ổn xã hội và việc Bayern cố gắng xóa bỏ "50+1" hoàn toàn vì lợi ích của đội bóng này chứ không phải vì "sự bình đẳng" giữa các CLB như họ đã tuyên bố.

## Tại các quốc gia khác
Ở Thụy Điển, "luật 51%" quy định chỉ những CLB phi lợi nhuận mới có thể chơi trong các hệ thống giải đấu của Thụy Điển và nếu một CLB sở hữu một công ty xử lý các hoạt động kinh tế thì CLB phải sở hữu ít nhất 51% cổ phần của công ty đó. Quy tắc này do Liên đoàn thể thao Thụy Điển quyết định và được áp dụng cho tất cả các môn thể thao với các đội và hệ thống giải đấu.